# Manfredas Lukjančukas
Manfredas Lukjančukas (Šiauliai, 13 november 1991) is een Litouws voetbalscheidsrechter. Hij is in dienst van FIFA en UEFA sinds 2017. Ook leidt hij wedstrijden in de A lyga.
Op 6 juli 2017 leidde Lukjančukas zijn eerste wedstrijd in Europees verband tijdens een wedstrijd tussen Rabotnički Skopje en Tre Penne in de eerste voorronde van de UEFA Europa League; het eindigde in 6–0 en de Litouwer gaf vijfmaal een gele kaart. Zijn eerste interland floot hij op 2 juni 2018, toen Letland met 1–0 won van Estland door een doelpunt van Jānis Ikaunieks. Tijdens deze wedstrijd toonde Lukjančukas aan de Let Valērijs Šabala en de Est Dmitri Kruglov een gele kaart.

## Interlands
| Datum             | Plaats                 | Wedstrijd                 | Uitslag | Competitie             | Kreeg geel | Kreeg voor de tweede keer geel en dus rood | Weggestuurd |
| ----------------- | ---------------------- | ------------------------- | ------- | ---------------------- | ---------- | ------------------------------------------ | ----------- |
| 2 juni 2018       | Riga, Letland          | Letland – Estland         | 1 – 0   | Vriendschappelijk      | 2          | 0                                          | 0           |
| 21 februari 2019  | Kadriye, Turkije       | Kazachstan – Moldavië     | 1 – 0   | Vriendschappelijk      | 1          | 0                                          | 0           |
| 11 november 2020  | Attard, Malta          | Malta – Liechtenstein     | 3 – 0   | Vriendschappelijk      | 5          | 0                                          | 0           |
| 20 november 2022  | Luxemburg, Luxemburg   | Luxemburg – Bulgarije     | 0 – 0   | Vriendschappelijk      | 12         | 1                                          | 0           |
| 10 september 2023 | Athene, Griekenland    | Griekenland – Gibraltar   | 5 – 0   | EK 2024 kwalificatie   | 1          | 0                                          | 0           |
| 20 november 2023  | Serravalle, San Marino | San Marino – Finland      | 1 – 2   | EK 2024 kwalificatie   | 7          | 0                                          | 0           |
| 26 maart 2024     | Larnaca, Cyprus        | Letland – Liechtenstein   | 1 – 1   | Vriendschappelijk      | 11         | 0                                          | 0           |
| 7 september 2024  | Tórshavn, Faeröer      | Faeröer – Noord-Macedonië | 1 – 1   | Nations League 2024/25 | 5          | 0                                          | 0           |
| 10 oktober 2024   | Oslo, Noorwegen        | Noorwegen – Slovenië      | 3 – 0   | Nations League 2024/25 | 2          | 0                                          | 0           |

Laatst bijgewerkt op 17 oktober 2024.